# EfTEN Real Estate Fund III
EfTEN Real Estate Fund III là một công ty Estonia hoạt động như một quỹ bất động sản cho các nhà đầu tư tư nhân.
Công ty có văn phòng tại các bang Baltic. Phần lớn doanh thu của công ty đến từ các cơ sở bán lẻ và về mặt địa lý là từ Lithuania.
Công ty được thành lập vào năm 2015.
Kể từ năm 2017, công ty được niêm yết tại Nasdaq Tallinn.